# Conséquences de la Première Guerre mondiale

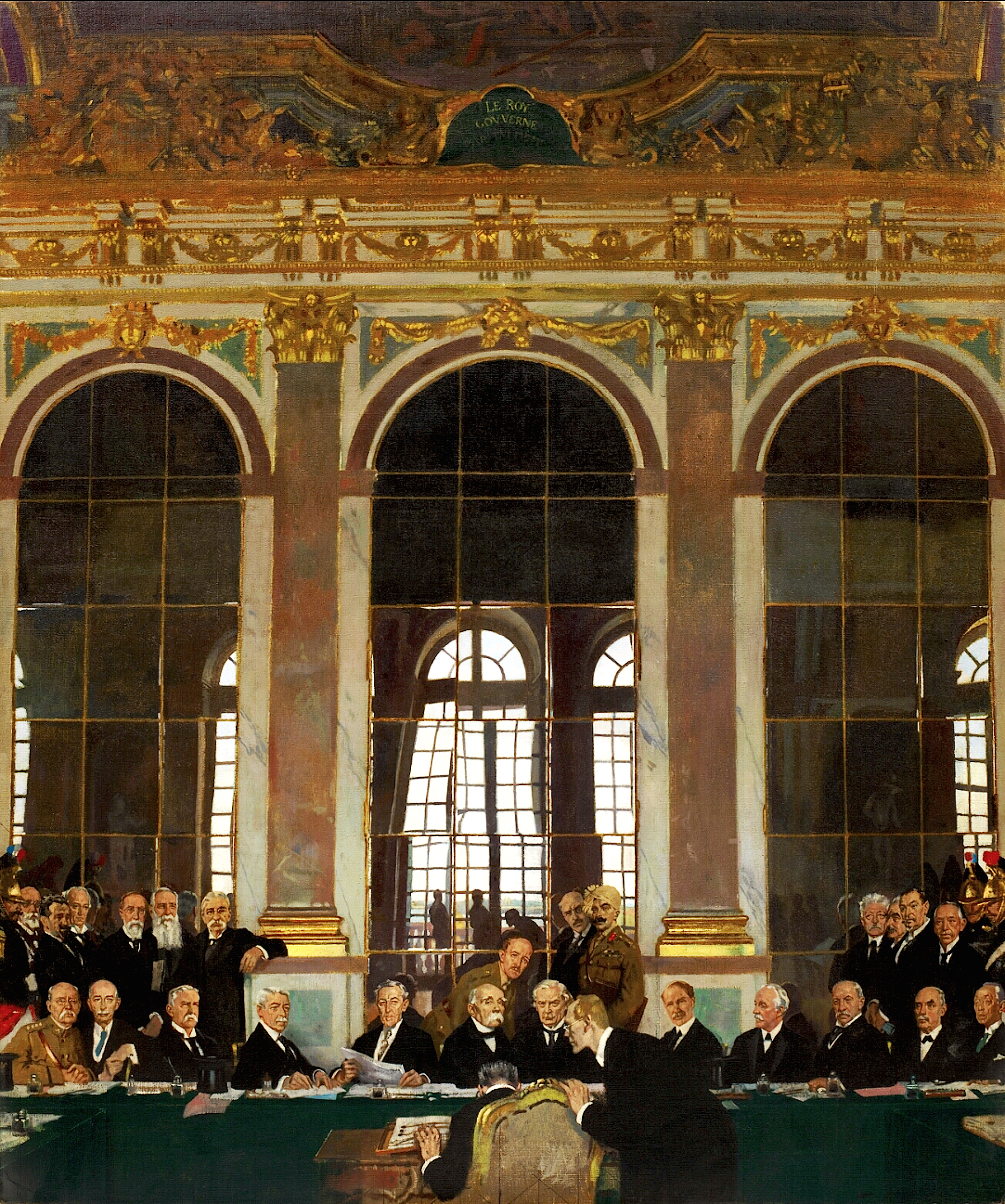
Signature du traité de Versailles dans la galerie des Glaces du château de Versailles en 1919.

Les conséquences de la Première Guerre mondiale sont généralement considérées comme catastrophiques. Près de 9,7 millions de militaires ont été tués, sur 74 millions de soldats mobilisés ; 8,9 millions de civils ont péri, 21 millions de personnes ont été blessées du fait de ce conflit. Des changements politiques, culturels et sociaux radicaux ont affecté l'Europe, l'Asie, l'Afrique, même dans des zones qui n’avaient pas été directement impliquées. Quatre empires (allemand, austro-hongrois, russe et ottoman) se sont effondrés à cause de la guerre, des pays comme le royaume du Monténégro ont disparu, d’autres, rayés de la carte depuis plus d’un siècle comme la Pologne, ont retrouvé leur indépendance, d’autres encore comme la Tchécoslovaquie furent créés, des frontières furent redessinées, des organisations internationales furent mises sur pied, et beaucoup de nouvelles et d’anciennes d'idéologies s’ancrèrent fermement dans l'esprit des populations. 
La Première Guerre mondiale eut également pour effet d'amener la transformation politique de l'Allemagne et du Royaume-Uni en apportant le suffrage quasi universel à ces deux puissances européennes, les transformant en démocraties représentatives pour la première fois dans l'histoire (voir élection générale de 1918 au Royaume-Uni et élections fédérales allemandes de 1919).
À 11 h GMT, le 11 novembre 1918 (plus tard connu comme jour de l’Armistice), les combats de la Première Guerre mondiale prirent fin à la suite d'un armistice avec l’Allemagne. Au cours des années 1919 et 1920, les puissances alliées signèrent avec les vaincus les traités de Versailles, de Saint-Germain-en-Laye, de Neuilly, du Trianon et de Sèvres mettant fin officiellement à la guerre.

## Blocus de l'Allemagne
Durant la période s’étalant de l'armistice, le 11 novembre 1918, à la signature du traité de paix avec l'Allemagne le 28 juin 1919, les Alliés maintinrent le blocus naval de l'Allemagne qui avait commencé pendant la guerre. Comme l'Allemagne était dépendante des importations. L'estimation la plus commune se situe entre 700 000 et 800 000 personnes mortes de faim. Les estimations les plus basses descendent à 500 000-523 000 civils qui perdirent la vie durant cette période. N. P. Howard, de l'Université de Sheffield, affirme qu'un autre quart de million de personnes sont mortes de maladie ou de faim dans les huit mois suivant l'issue du conflit. La poursuite du blocus après la fin des combats, comme l'a écrit l'auteur Robert Leckie dans Delivered From Evil, a fait beaucoup pour « tourmenter les Allemands… les conduire avec la fureur du désespoir dans les bras du diable ». Les termes de l'armistice permettaient d’expédier en Allemagne des denrées alimentaires, mais les Alliés exigeaient que l'Allemagne fournît les moyens (les navires) pour ce faire. Le gouvernement allemand devait utiliser ses réserves d'or, étant incapable d'obtenir un prêt des États-Unis.
L'historienne Sally Marks affirme que si « les bâtiments de guerre alliés restèrent en place pour prévenir une éventuelle reprise des hostilités, les Alliés offrirent de la nourriture et des médicaments après l'armistice, mais l'Allemagne refusa de permettre à ses navires de transporter ces fournitures ». En outre, Marks indique que, malgré les problèmes auxquels étaient confrontés les Alliés de la part du gouvernement allemand, « les expéditions de produits alimentaires alliés arrivèrent à bord de navires alliés avant que l'accusation ne soit portée à Versailles ». Cette position est également soutenue par Elisabeth Gläser qui note qu’un détachement spécial alliés, pour aider à nourrir la population allemande, avait été créé au début de 1919 et qu’en mai 1919 l’« Allemagne était devenue le principal bénéficiaire des expéditions de produits alimentaires américains et alliés ». Gläser affirme en outre que, pendant les premiers mois de 1919, tandis que l'effort humanitaire principal était planifié, la France expédiait des produits alimentaires à la Bavière et la Rhénanie. Elle affirme, de plus, que le gouvernement allemand retarda les opérations humanitaires en refusant de remettre sa flotte marchande aux Alliés. Enfin, elle conclut que « le succès même de l'effort humanitaire avait en fait privé les [Alliés] d'une menace crédible pour forcer l'Allemagne à signer le traité de Versailles ».
Cependant, il est également vrai que huit mois après la fin des hostilités, le blocus était toujours en place, et que selon certaines estimations encore 100 000 décès parmi les civils allemands furent causés par la famine, en plus des centaines de milliers qui avaient déjà eu lieu. Les livraisons alimentaires, en outre, étaient entièrement dépendantes de la bonne volonté alliée, causant au moins en partie les irrégularités post-hostilité,.

## Traités de paix

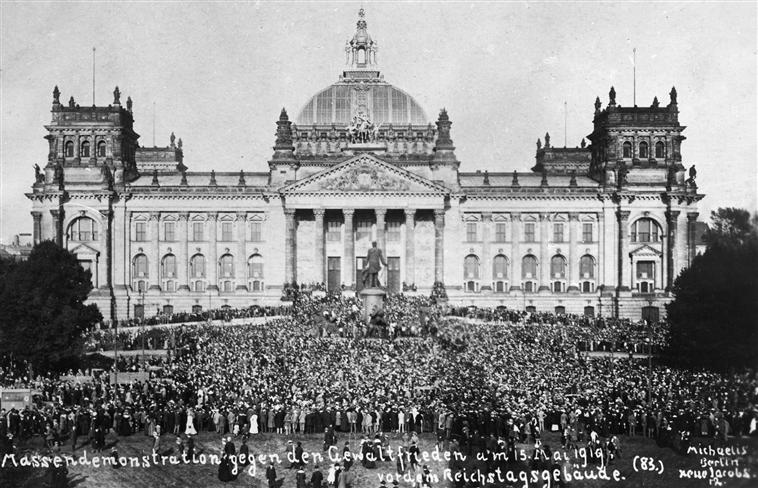
Manifestation contre le traité de Versailles devant le bâtiment du Reichstag à Berlin.

Après la conférence de paix de Paris de 1919, la signature du traité de Versailles, le 28 juin 1919, entre l'Allemagne d'un côté et la France, les États-Unis, l'Italie, le Japon, le Royaume-Uni et d'autres puissances alliées mineures de l'autre, la guerre prit officiellement fin entre ces pays. Les exigences, selon lesquelles l'Allemagne acceptait officiellement la responsabilité d’avoir initié la guerre et de payer des réparations économiques, étaient incluses dans les 440 articles du traité de Versailles. Ce traité limitait considérablement les forces armées allemandes : l'armée de terre était réduite à un effectif de 100 000 hommes, l'aviation militaire est interdite, la marine limitée strictement et le pays fut empêché de posséder de puissants armements militaires comme les chars, l'artillerie lourde et les sous-marins.
D'autres traités mirent fin aux relations belliqueuses avec les autres puissances centrales :
- le traité de Saint-Germain, le 10 septembre 1919 avec la république d'Autriche ;
- le traité de Neuilly, le 27 novembre 1919 avec le royaume de Bulgarie ;
- le traité de Trianon, le 4 juin 1920 avec le royaume de Hongrie ;
- le traité de Sèvres, le 10 août 1920 avec l'Empire ottoman.

## Épidémie de grippe
Les historiens continuent de débattre de l'impact de la pandémie de grippe de 1918 qui eut lieu à l’issue de la guerre. Il a été postulé que les puissances centrales pouvaient avoir été exposées à la vague virale avant les Alliés. La majorité des victimes dans les puissances centrales ayant été touchée pendant la guerre, par opposition aux Alliés qui ont subi de plein fouet la pandémie après l'Armistice. Lorsque l’ampleur de l'épidémie fut mesurée, les programmes de censure respectifs dans chacun des pays alliés et des puissances centrales limitèrent la connaissance du public sur la véritable étendue de la maladie. Comme l'Espagne était neutre, leurs médias étaient libres de rapporter sur la grippe, donnant l'impression qu'elle avait commencé là-bas. Ce malentendu conduisit les rapports contemporains à nommer cette maladie comme la « grippe espagnole ».
Le travail d'enquête d’une équipe britannique dirigée par le virologue John Oxford de l'hôpital St Bartholomew et de l'Hôpital Royal de Londres, identifia le camp britannique et l'hôpital d'Étaples, en France, comme étant presque certainement le centre de la pandémie de grippe de 1918. Un précurseur significatif du virus avait pour hôte les oiseaux, et muta chez les porcs qui étaient conservés près du front. Le nombre exact de décès est inconnu, mais on estime à 50 millions de personnes qui succombèrent à l'épidémie de grippe dans le monde entier,. En 2005, une étude révéla que, « la souche de virus de 1918, développé chez les oiseaux, était similaire à la « grippe aviaire » qui aujourd'hui suscite les craintes d'une pandémie mondiale, mais qui s'est avéré être un virus traitable normalement qui n'avait pas produit d’impact important sur la santé dans le monde ».

## Conséquences économiques et géopolitiques
La dissolution des empires allemand, russe, austro-hongrois et (un peu plus tôt) ottoman créa un grand nombre de nouveaux petits États en Europe orientale. En interne, ces nouveaux États avaient tendance à avoir d'importantes minorités ethniques, qui souhaitent s'unir avec les États voisins où leur ethnie dominait. Par exemple la Tchécoslovaquie avait, en plus des Tchèques et des Slovaques qui ont donné leurs noms à l'État, des Sudètes (Allemands), des Polonais, des Ruthènes, des Ukrainiens, des Magyars (Hongrois), des Ashkénazes et des Roms. La Société des Nations parraina différents traités sur les minorités pour tenter de régler le problème, mais avec le déclin de la Société dans les années 1930, ces traités devinrent de plus en plus inapplicables. Une conséquence de la redéfinition massive des frontières et des changements politiques à la suite de la Première Guerre mondiale fut le grand nombre de réfugiés européens. Ceux-ci et les réfugiés de la guerre civile russe conduisirent à la création du passeport Nansen.
Les minorités ethniques firent que l'emplacement des frontières était généralement instable. Là où les frontières étaient restées inchangées depuis 1918, il y eut souvent l'expulsion d'un groupe ethnique, comme les Allemands des Sudètes. La coopération économique et militaire entre ces petits États était minimale, permettant à l'Allemagne, puissance vaincue, et à l'Union soviétique de conserver une capacité latente de dominer la région. Au lendemain de la guerre, la défaite conduisit l'Allemagne et l'Union soviétique à coopérer, mais en fin de compte ces deux puissances seraient en concurrence pour dominer l'Europe de l'Est.

### Révolutions

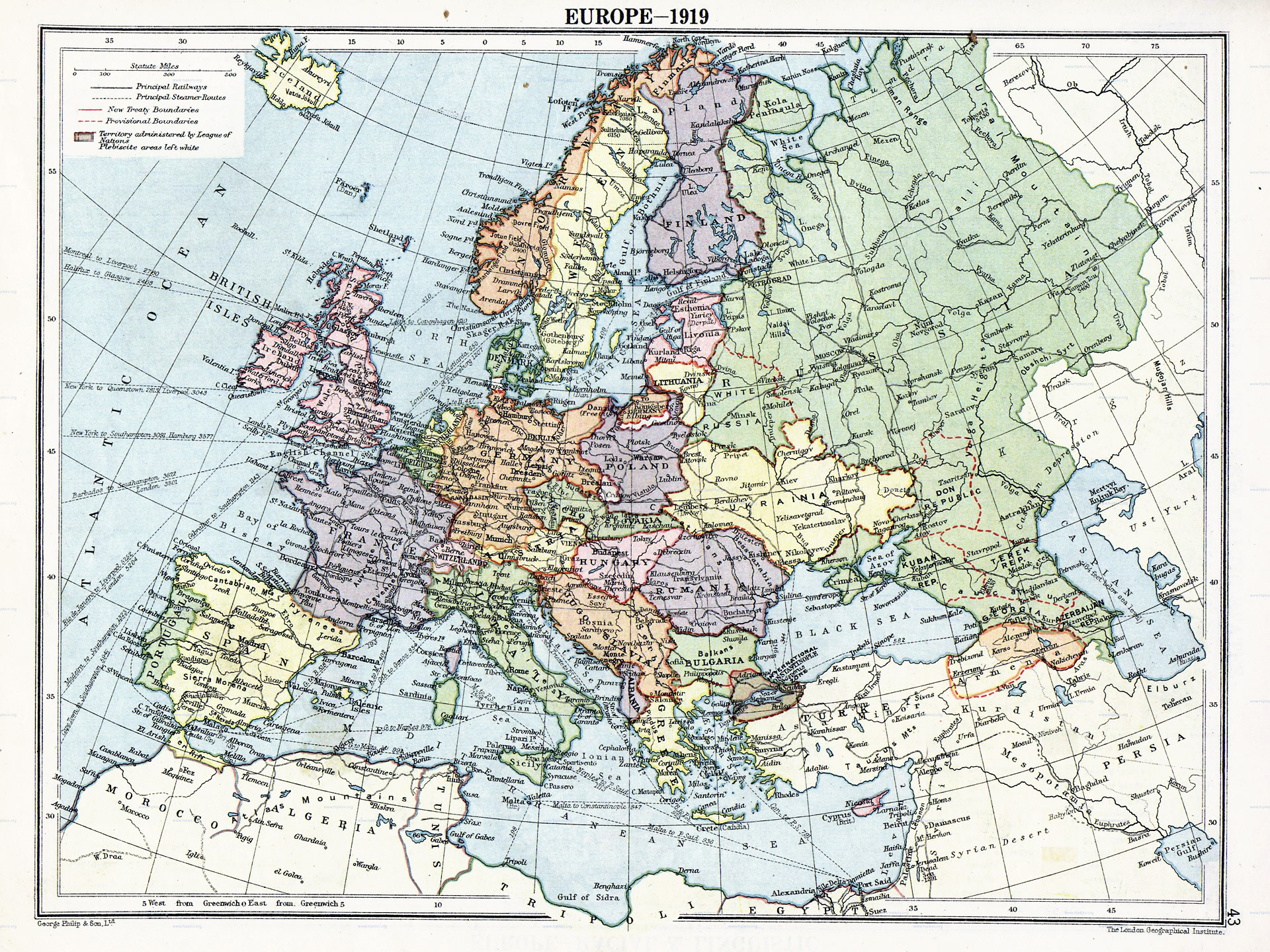
L'organisation politique de l'Europe en 1919, après les traités de Brest-Litovsk et de Versailles et avant les traités de Trianon, de Kars, de Riga et la création de l'Union soviétique et des républiques de l'Irlande et de Turquie.

L'événement le plus important catalysé par les privations de la Première Guerre mondiale fut la révolution russe de 1917. Une vague révolutionnaire socialiste et souvent explicitement communiste déferla dans de nombreux autres pays européens à partir de 1917, notamment en Allemagne et en Hongrie.
Le Premier ministre britannique, David Lloyd George, écrivit à Georges Clemenceau : « L'Europe tout entière est gagnée par l'esprit révolutionnaire […]. L'ordre établi, sous ses aspects politique, social, économique est remis en question par les masses de la population d'un bout à l'autre de l'Europe ». Le représentant américain en France, Edward House, exprimait les mêmes inquiétudes : « Le bolchevisme gagne partout du terrain […]. Nous sommes assis sur une poudrière qu'une étincelle peut faire sauter à tout moment ».

### Allemagne

Évolution de la valeur d'un mark-or (à la valeur stable) exprimé en mark-papier (connaissant une hyperinflation), entre 1918 et 1923.

En Allemagne, il y eut une révolution socialiste qui conduisit à la brève mise en place d'un certain nombre de systèmes politiques communistes dans les régions (principalement urbaines) du pays, à l'abdication de l'empereur Guillaume II, et à la création de la république de Weimar. La tentative de révolution socialiste est finalement écrasée au prix de quelque 20 000 morts. Le 13 mars 1920, une brigade de plusieurs milliers d'hommes marcha sur Berlin, renversa le gouvernement et désigna pour en assurer la nouvelle direction le haut fonctionnaire conservateur Wolfgang Kapp. Les syndicats de travailleurs appelèrent à une grève générale pour faire échec au putsch. Dans la Ruhr, des milliers d'ouvriers formèrent une Armée rouge qui chassa l'armée nationale. Le putsch est ainsi mis en échec, mais la révolution dans la Ruhr est ensuite brutalement écrasée par l'armée.
Le 28 juin 1919, la république de Weimar fut contrainte, sous la menace de la poursuite de l’avance de l'Entente (les Alliés), de signer le traité de Versailles. Le traité, dicté par les vainqueurs, plaçait l’entière responsabilité de la guerre sur l'Allemagne (un point de vue jamais accepté par les nationalistes allemands). L'Allemagne était obligée de payer 132 milliards de marks (soit 31,5 milliards de dollars ou 6,6 milliards de livres) en réparations, un montant prohibitif qui empêcherait l'économie allemande de se développer (Le dernier paiement eut lieu en 2010).
Il fut suivi par une hyperinflation en Allemagne entre 1921 et 1923. Dans cette période, la valeur du Papiermark par rapport aux mark-or avait été réduite à un millième de milliardième (un million de millionième) de sa valeur. En décembre 1922, la Commission des réparations déclara l’Allemagne en défaut, et le 11 janvier 1923, les troupes françaises et belges occupèrent la Ruhr jusqu'en 1925. Le traité imposait à l'Allemagne de réduire de façon permanente la taille de son armée à 100 000 hommes, à détruire ses chars, à renoncer à son armée de l’air, et sa flotte sous-marin (ses vaisseaux capitaux, amarrés à Scapa Flow, furent sabordés par leur équipage pour les empêcher de tomber dans mains de l'ennemi).
L’Allemagne perdit quelques territoires au profit du Danemark (un bout du Schleswig) et de la Belgique (les cantons de l'Est). Un territoire plus important fut réintégré à la France (l'Alsace-Moselle) avec en prime l'occupation temporaire de la Rhénanie, tandis que la plus grande partie des territoires perdus fut donnée à la Pologne dans le cadre de sa reconstitution (Silésie, Posnanie et Prusse-Occidentale). Les colonies d'outre-mer de l'Allemagne furent réparties entre plusieurs pays alliés (Royaume-Uni, France, Japon et Australie), mais c’était la perte du territoire qui composerait l'État polonais nouvellement indépendant, dont la ville allemande de Danzig et la séparation de la province de Prusse-Orientale du reste de Allemagne (par le corridor polonais de Danzig), qui causa la plus forte indignation. La propagande nazie se nourrirait du point de vue général allemand que le traité était injuste – beaucoup d’Allemands ne considérèrent jamais le traité comme légitime - , et plus tard accordèrent leur soutien politique à Adolf Hitler, qui était sans doute le premier homme politique national qui à la fois, parlerait et prendrait des mesures contre les conditions du traité.

### Empire russe
Après la décision du gouvernement provisoire russe de poursuivre la guerre et les victoires des forces allemandes et autrichiennes sur les armées russes, le nouveau gouvernement communiste issu de la révolution d'Octobre signa le traité de Brest-Litovsk en mars 1918. Par ce traité, la Russie renonçait à toute réclamation sur l'Estonie, la Finlande, la Lettonie, la Lituanie, l'Ukraine, et le territoire du royaume du Congrès (en Pologne) et il laissait à l'Allemagne et l'Autriche-Hongrie la responsabilité « de déterminer le statut futur de ces territoires en accord avec leur population ». Plus tard, le gouvernement de Vladimir Lénine renonça également au traité de partition de la Pologne, ce qui permit à la Pologne de revendiquer ses frontières de 1772. Cependant, le traité de Brest-Litovsk devint obsolète lorsque l'Allemagne fut défaite plus tard en 1918, laissant le statut d’une bonne partie de l'Europe de l'Est dans une position incertaine.
La Russie soviétique bénéficia de la défaite de l'Allemagne, car l'une des premières conditions de l'armistice fut l'abrogation du traité de Brest-Litovsk. Au moment de l'armistice, la Russie était en proie à une guerre civile qui fit plus de sept millions de morts et laissera de vastes zones du pays dévastées. La nation tout entière souffrait socialement et économiquement.
Ses territoires frontaliers, la Lituanie, la Lettonie et l'Estonie gagnèrent une brève indépendance jusqu'à qu’ils soient à nouveau occupés par l'Union soviétique en 1940. La Finlande acquit une indépendance durable, même si elle dut, à plusieurs reprises, combattre l'Union soviétique pour ses frontières. L’Arménie, la Géorgie et l'Azerbaïdjan devinrent indépendants dans la région du Caucase. Ces pays devinrent des républiques soviétiques en 1922, et au fil du temps furent absorbés dans l'Union soviétique. Pendant la guerre, cependant, la Turquie conquit le territoire arménien autour d'Artvin, Kars et Igdir, et ces pertes territoriales devinrent permanentes. La Roumanie gagna la Bessarabie aux dépens de la Russie.

### Autriche-Hongrie
Alors que la guerre tournait inéluctablement au détriment des Empires centraux, une partie du peuple d'Autriche-Hongrie perdit foi dans leurs alliés, et même avant l'armistice de novembre, le nationalisme radical avait déjà donné lieu à plusieurs déclarations d'indépendance dans le sud de l’Europe centrale. Comme le gouvernement central avait cessé de fonctionner dans de vastes régions, ces régions s’étaient retrouvées sans gouvernement et de nombreux nouveaux groupes tentèrent de combler le vide. Au cours de cette même période, la population fut confrontée à des pénuries alimentaires et était, pour la plupart, démoralisée par les pertes subies pendant la guerre. Différents partis politiques, allant des nationalistes, aux sociaux-démocrates, et aux communistes tentèrent de mettre en place des gouvernements aux noms de différentes nationalités. Dans d'autres régions, les États-nations existants tels que la Roumanie s’engagèrent dans des régions qu'ils considèrent être les leurs. Ces mouvements créèrent des gouvernements de facto qui compliquèrent la vie des diplomates, des idéalistes, et des Alliés.
Les forces occidentales étaient officiellement censées occuper de l'ancien Empire, mais avait rarement assez de troupes pour le faire efficacement. Ils durent traiter avec les autorités locales qui avaient leur propre ordre du jour à traiter. Lors de la conférence de paix à Paris, les diplomates durent concilier ces autorités avec les nationalistes qui s'étaient tournés vers eux pour les aider au cours de la guerre, les désirs stratégiques ou politiques des Alliés occidentaux, et d'autres contraintes tels que le désir de mettre en œuvre l'esprit des Quatorze Points. Par exemple, pour être à la hauteur de l'idéal de l'autodétermination énoncé dans les quatorze points, les Allemands, qu’ils étaient Autrichiens ou Allemands, devrait être en mesure de décider de leur propre avenir et de leur gouvernement. Cependant, les Français en particulier craignaient qu’une Allemagne élargie ne soit un énorme risque pour leur sécurité. Pour compliquer encore la situation, des délégations, comme les Tchèques et les Slovènes, présentèrent de fortes revendications sur certains territoires de langue allemande.
Le résultat fut des traités compromettant de nombreux idéaux, offensant beaucoup d’Alliés, et mettant en place un ordre entièrement nouveau dans la région. Beaucoup de gens espéraient que les nouveaux États-nations permettraient une nouvelle ère de prospérité et de paix dans la région, loin des querelles amères entre les nationalités qui avait marqué les cinquante années précédentes. Cet espoir s'avéra trop optimiste. Les changements territoriaux après la Première Guerre mondiale incluait :
- la création de la république d'Autriche allemande et la république démocratique hongroise, reniant toute continuité avec l'empire et exilant la famille des Habsbourg à perpétuité ;
- les frontières de la Hongrie nouvellement indépendante ne comprenaient pas les deux tiers des terres de l'ancien royaume de Hongrie, y compris de vastes zones où les Magyars étaient en majorité. La nouvelle république d'Autriche maintenait son contrôle sur la plupart des régions à prédominance allemande, mais perdit d'autres territoires à majorité allemande qui faisaient partie de l'empire d'Autriche.

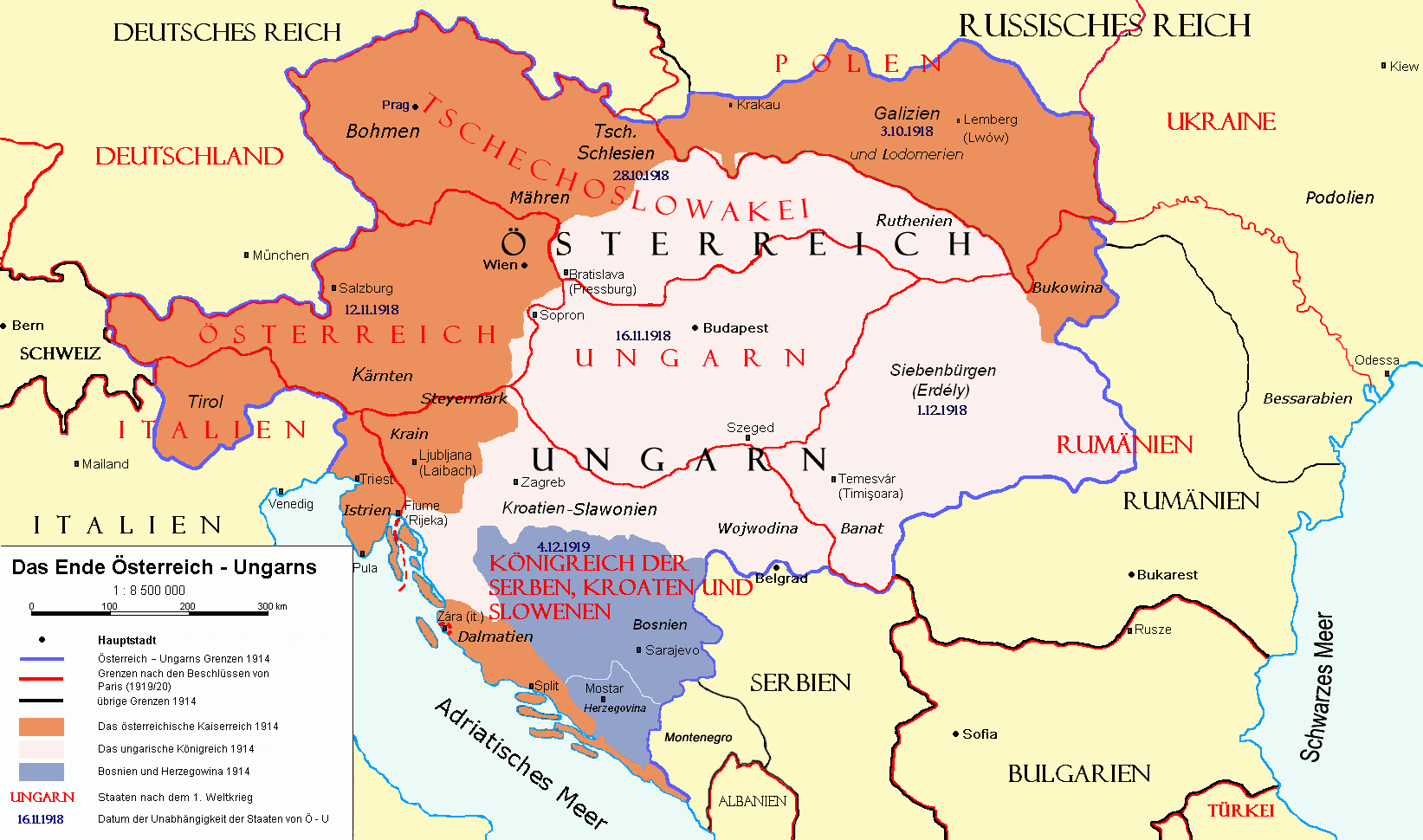
Division de l'Autriche-Hongrie après la Première Guerre mondiale.

- La Bohème, la Moravie, Opava et la partie occidentale du duché de Cieszyn, la Slovaquie et la Ruthénie subcarpathique formèrent la nouvelle Tchécoslovaquie.
- La Galice, la partie orientale du duché de Cieszyn, le nord du comté d’Orava et le nord de Spisz furent transférés à la Pologne.
- La moitié sud de la province du Tyrol et Trieste furent accordées au royaume d'Italie.
- La Bosnie-Herzégovine, la Croatie-Slavonie, la Dalmatie, la Slovénie et la Voïvodine furent regroupées à la Serbie pour former le royaume des Serbes, Croates et Slovènes, qui devint, plus tard, le royaume de Yougoslavie.
- La Transylvanie et la Bucovine devinrent parties du royaume de Roumanie.

Ces changements furent reconnus dans, mais pas causés par, le traité de Versailles. Ils furent ensuite précisés dans le traité de Saint-Germain-en-Laye et le traité de Trianon.
Les nouveaux États d'Europe orientale avaient pour la plus grande part d'importantes minorités nationales. Des millions d'Allemands se retrouvèrent dans des pays nouvellement créés faisant partie d’une minorité. Un tiers des Hongrois vivaient à l'extérieur de la Hongrie. Beaucoup de ces minorités nationales se sont retrouvèrent dans des situations difficiles parce que les nouveaux gouvernements avaient l'intention de définir le caractère national de ces pays, souvent au détriment des autres nationalités.
L’entre-deux-guerres fut difficiles pour les Juifs de la région. La plupart des nationalistes s'en méfiaient parce qu'ils n'étaient pas pleinement intégrés dans les « communautés nationales ». Contrairement aux temps de la monarchie austro-hongroise, les Juifs furent souvent ostracisés et de discriminés. Bien que l'antisémitisme s’était répandu pendant le règne des Habsbourg, les Juifs ne connaissaient pas de discrimination officielle parce qu'ils étaient, pour la plupart, de fervents défenseurs de l'état multinational et la monarchie. Les Juifs avaient craint la montée du nationalisme ardents et des États-nations, parce qu'ils entrevoyaient les difficultés qui pourraient survenir.
La perturbation économique due à la guerre et la fin de l’union douanière de l'Empire austro-hongrois créa de grandes difficultés dans de nombreux secteurs. Bien que de nombreux États furent créés comme des démocraties après la guerre, un par un, à l'exception de la Tchécoslovaquie, revinrent à une certaine forme de régime autoritaire. Beaucoup se disputaient entre eux, mais étaient trop faibles pour rivaliser efficacement. Plus tard, lorsque l'Allemagne se réarma, les États-nations du sud de l’Europe centrale furent incapables de résister à ses attaques, et tombèrent sous la domination allemande dans une plus grande mesure que ce qui n’avait jamais existé dans l'Autriche-Hongrie.

### Empire ottoman
À la fin de la guerre, les Alliés occupèrent Constantinople (Istanbul) et le gouvernement ottoman s'effondra. Le traité de Sèvres, un plan conçu par les Alliés pour démembrer les territoires ottomans restants, fut signé le 10 août 1920, mais il ne fut jamais ratifié par le Sultan.
L'occupation de Smyrne par la Grèce le 18 mai 1919 déclencha un mouvement nationaliste pour annuler les termes du traité. Les révolutionnaires turcs (tr), dirigés par Mustafa Kemal Atatürk, un commandant ottoman victorieux, rejetèrent les conditions imposées à Sèvres et sous le couvert de l'inspecteur général de l'armée ottomane, quittèrent Istanbul pour Samsun afin d’organiser les forces ottomanes restants pour résister aux termes du traité. Sur le front oriental, la défaite des forces arméniennes dans la guerre arméno-turque et la signature du traité de Kars avec la république socialiste fédérative soviétique de Russie permirent de récupérer les territoires perdus d'Arménie et de la Russie post-impériale.
Sur le front occidental, la montée en puissance des forces nationalistes turques conduisit la Grèce, avec le soutien de la Grande-Bretagne, à pénétrer profondément en Anatolie dans une tentative de porter le coup de grâce aux révolutionnaires. Lors de la bataille de la Sakarya, l'armée grecque fut battue et forcée de battre en retraite, ce qui conduisit à l'incendie de Smyrne et le retrait des Grecs de l'Asie Mineure. Avec les nationalistes au pouvoir, l'armée marcha sur Istanbul pour la récupérer, entraînant la crise de Chanak dans laquelle le premier ministre britannique, David Lloyd George, fut contraint de démissionner. Après que la résistance turque prit le contrôle de l'Anatolie et d'Istanbul, le traité de Sèvres fut remplacé par le traité de Lausanne, qui mit officiellement fin à toutes les hostilités et conduisit à la création de la république turque moderne. En conséquence, la Turquie devint la seule puissance de la Première Guerre mondiale à renverser les termes de sa défaite, et à négocier avec les Alliés comme un égal.
Le traité de Lausanne reconnut officiellement les nouveaux mandats de la Société des Nations au Moyen-Orient, la cession de ses territoires dans la péninsule arabique, et la souveraineté britannique sur Chypre. La Société des Nations accorda des mandats de catégorie A au mandat français de Syrie et du Liban et aux mandats britanniques de Mésopotamie et de Palestine, ce dernier comprenant deux régions autonomes : la Palestine mandataire et la Transjordanie. Des parties de l'Empire ottoman dans la péninsule arabique devinrent une partie de ce qui est aujourd'hui l'Arabie saoudite et le Yémen. La dissolution de l'Empire ottoman devint un jalon essentiel dans la création du Moyen-Orient moderne, dont le résultat engendra la création de nouveaux conflits et hostilités dans la région.

### Royaume-Uni
Au Royaume-Uni, le financement de la guerre eut un coût économique énorme. De plus grand investisseur étranger au monde, le Royaume-Uni devint l'un de ses plus grands débiteurs avec des paiements d'intérêts atteignant environ 40 % des dépenses du gouvernement. L'inflation avait plus que doublé entre 1914 et son point culminant en 1920, tandis que la valeur de la livre sterling (dépenses de consommation) chutait de 61,2 %. Les réparations payées en nature, sous forme de charbon allemand gratuit, déprimèrent l’industrie locale, précipitant la grève générale de 1926.
Les investissements privés britanniques à l'étranger furent vendus, ce qui permit de récupérer 550 millions de £. Toutefois, 250 millions de livres de nouveaux investissements également furent faits pendant la guerre. Le résultat financier net était donc d'environ 300 millions de £ ; moins de deux ans d'investissement par rapport à la moyenne d'avant-guerre. Les pertes matérielles étaient « faibles » : la plus importante était la perte de 40 % de la flotte marchande britannique coulée par les sous-marins allemands. La plupart de ces navires furent remplacés en 1918 et tout de suite après la guerre. L'historien militaire Correlli Barnett (en) a fait valoir que « la vérité objective est que la Grande Guerre n’a en aucune manière infligé des pertes économiques paralysantes à la Grande-Bretagne », mais que la guerre « paralysa le Royaume-Uni psychologiquement, mais d'aucune autre manière ».
Le principal changement concret fut la prise de confiance en eux de plus en plus de pays du Commonwealth. Les batailles telles celle de Gallipoli pour l'Australie et la Nouvelle-Zélande, et de la crête de Vimy pour le Canada conduisirent à une augmentation de la fierté nationale et une plus grande réticence à rester subordonné à la Grande-Bretagne, ce qui conduisit à l’augmentation de leur autonomie diplomatique dans les années 1920. Ces batailles furent souvent décrites par la propagande dans ces pays comme des symboles de leur puissance pendant la guerre. Des dominions fidèles, comme Terre-Neuve, furent profondément déçus par l'indifférence apparente de la Grande-Bretagne pour leurs soldats, poussant finalement à l'unification de Terre-Neuve à la Confédération du Canada. Les colonies, comme l'Inde et le Nigeria, s’affirmèrent également de plus en plus en raison de leur participation à la guerre. Les populations de ces pays devinrent de plus en plus conscientes de leur propre puissance et la fragilité de la Grande-Bretagne.

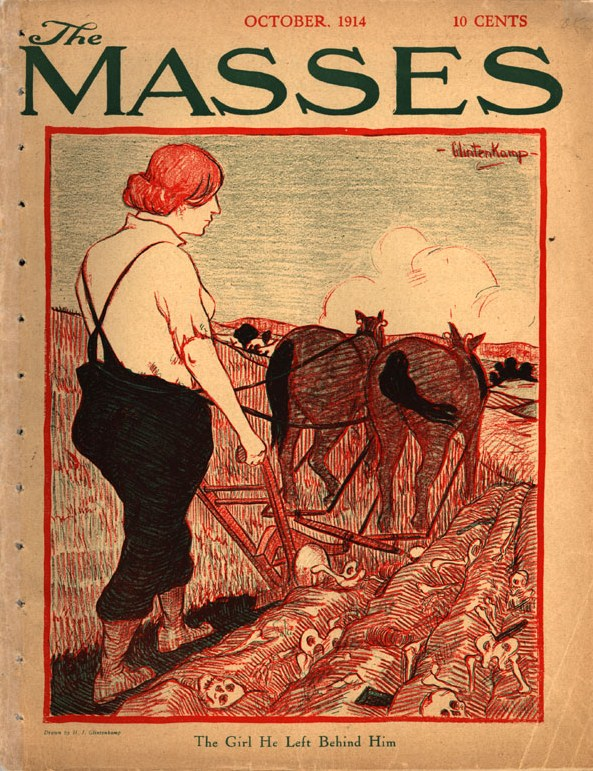
Bande dessinée prédisant les conséquences de la guerre par Henry J. Glintenkamp, d'abord publiée dans The Masses en 1914.

En Irlande, le retard dans la recherche d'une solution à la question du Home Rule, en partie causé par la guerre, ainsi que l'insurrection de Pâques 1916 et une tentative d'introduire la conscription en Irlande, accrut le soutien pour les radicaux séparatistes. Cela conduisit indirectement à la manifestation de la guerre d'indépendance irlandaise en 1919. La création de l'État libre d'Irlande, qui suivit ce conflit, représenta en effet une perte territoriale pour le Royaume-Uni qui était tout sauf égale à la perte subie par l'Allemagne, (et, en outre, par rapport à l'Allemagne, représentait une plus grande perte en termes de ratio par rapport à son rapport d'avant-guerre).
Après la Première Guerre mondiale, les femmes obtinrent le droit de vote car, pendant la guerre, elles avaient eu à remplir des fonctions qui auparavant étaient classées comme des « emplois d'hommes », montrant ainsi au gouvernement que les femmes n’étaient pas aussi faibles et incompétentes qu'il le pensait. En outre, il y eut plusieurs développements importants en médecine et dans la technologie si bien que les blessés pouvaient être soignés et il y eut plusieurs nouvelles maladies que la médecine pouvait traiter.
En janvier 1920, la formation d'une « triple alliance », après les grèves de l'année 1919, entre les syndicats de mineurs, des transports et de cheminots effraya le gouvernement. Selon le chef du secrétariat du cabinet : « les ministres semblaient avoir une peur bleue de cet évènement tout à fait extraordinaire ».

### États-Unis
La loi sur l'espionnage de 1917 resta dans les livres de droit ; au cours des années, elle fut utilisée contre des centaines d'espions, mais aussi contre les traitres et les dénonciateurs, comme Ellsberg et Russo dans les années 1970.
Les Américains étaient déçus, de ne pouvoir atteindre à la fin de la guerre, les idéaux élevés promis par le président Woodrow Wilson, les intérêts commerciaux américains financèrent cependant la reconstruction de l'Europe et les efforts de réparations de l’Allemagne, au moins jusqu'au début de la Grande Dépression. L'opinion américaine sur la régularité de l'aide aux Allemands et aux Autrichiens était partagée, comme en témoigne un échange de correspondance entre Edgar Gott (en), un directeur exécutif de la société Boeing et Charles Osner, président du Comité pour l’aide aux femmes et enfants indigents en Allemagne et en Autriche. Gott soutenait que l'aide devrait d'abord aller aux citoyens des pays qui avaient souffert à cause des Empires centraux, tandis qu’Osner lança un appel pour une application plus universelle des idéaux humanitaires. L'influence économique américaine permit à la Grande Dépression de démarrer un effet domino, avec l'Europe.

### France
L'Alsace-Lorraine, région qui avait été cédée à l'Allemagne après la guerre franco-allemande de 1870 fut restituée à la France. Lors de la conférence de paix de 1919, l'objectif du président du conseil Georges Clemenceau était de veiller à ce que l'Allemagne ne chercherait pas à se venger dans les prochaines années. À cet effet, le commandant en chef des forces alliées, le maréchal Ferdinand Foch, avait exigé que, pour la protection future de la France, le Rhin devait former la frontière entre la France et l'Allemagne. Se basant sur l'histoire, il était convaincu que l'Allemagne deviendrait à nouveau une menace, et, après avoir entendu les termes du traité de Versailles qui avaient laissé l'Allemagne pratiquement intacte, il affirma que « ce n'[était] pas la paix. C'[était] un armistice pour vingt ans ».
Les destructions causées sur le territoire français devaient être indemnisées par les réparations négociées à Versailles. Cet impératif financier domina la politique étrangère de la France dans les années 1920, conduisant à l’occupation de la Ruhr en 1923 afin de contraindre l'Allemagne à payer. Toutefois, l'Allemagne était incapable de payer, et obtint le soutien des États-Unis. Ainsi, le plan Dawes fut négocié après l'occupation de la Ruhr décidée par le président Raymond Poincaré, puis vint le plan Young en 1929.
La participation à la guerre de troupes coloniales françaises fut également extrêmement importante. Elles comprenaient les tirailleurs sénégalais, et les troupes d'Indochine, d’Afrique du Nord, et de Madagascar. Lorsque ces soldats rentrèrent dans leur pays et continuèrent à être traités comme des citoyens de seconde classe, beaucoup devinrent les noyaux de groupes pro-indépendance.
En outre, à la suite de la déclaration de l'état de guerre au cours des hostilités, l'économie française avait été quelque peu centralisée afin d'être en mesure de soutenir l'« effort de guerre », ce qui conduisit à une première rupture avec le libéralisme classique.
L'appui des socialistes au gouvernement d'Union nationale (y compris la nomination d'Alexandre Millerand comme ministre de la Guerre) marqua un tournant de la Section française de l'Internationale ouvrière (SFIO) vers la social-démocratie et la participation dans des « gouvernements bourgeois », bien que Léon Blum maintînt une rhétorique socialiste.
Les années 1919-1920 sont marquées par une intensification des mouvements sociaux auxquels le gouvernement répond par la répression. 18 000 métallurgistes sont licenciés à la suite de grèves. Plusieurs dirigeants socialistes sont arrêtés : Fernand Loriot, Boris Souvarine ou encore Pierre Monatte.

### Italie

Des habitants italiens de Fiume applaudissant l'arrivée de D'Annunzio et de ses troupes.

En 1882, l'Italie rejoignait l'Empire allemand et l'Empire austro-hongrois formant la Triple Alliance. Au cours de la Première Guerre mondiale, l’Italie bascula du côté des Alliés, au lieu de rejoindre ses alliés dans la Triple alliance. Avec le pacte de Londres, l'Italie s’était vu offrir le Trentin et le Tyrol jusqu’au Brenner, Trieste et l'Istrie, toute la côte dalmate, sauf Fiume, la pleine propriété de la Valone albanaise et un protectorat sur l'Albanie, Antalya en Turquie et une part de l'empire colonial turc et allemand.
Après la victoire, Vittorio Orlando, président du Conseil des ministres d'Italie, et Sidney Sonnino, son ministre des Affaires étrangères, furent envoyés comme représentants italiens à Paris dans le but d’obtenir les territoires promis et autant d’autres territoires que possible.
En particulier, il y avait une opinion particulièrement forte sur le statut de Fiume, dont ils croyaient qu’elle était italienne en raison de la population italienne, selon les quatorze points de Wilson, et plus particulièrement le neuvième : « Un réajustement des frontières de l'Italie devrait être réalisé selon des lignes clairement reconnaissables de la nationalité ».
Néanmoins, à la fin de la guerre, les Alliés réalisèrent qu'ils avaient conclu des accords contradictoires avec d'autres nations, en particulier en Europe centrale et au Moyen-Orient. Dans les réunions des « Quatre grands », dans lequel l’influence diplomatique d'Orlando était inhibé par sa mauvaise maitrise de l'anglais, les grandes puissances n'étaient plus disposés qu’à offrir à l’Italie le Trentin jusqu’au Brenner, le port dalmate de Zara, l'île de Lagosta et deux petites colonies allemandes. Tous les autres territoires furent promis à d'autres pays et les grandes puissances étaient préoccupés par les ambitions impériales de l'Italie ; Wilson, en particulier, était un fervent partisan des droits yougoslaves sur la Dalmatie aux dépens de l'Italie et ce malgré le traité de Londres dont il ne reconnaissait pas. À la suite de cela, Orlando quitta la conférence en colère. Cela favorisa simplement la Grande-Bretagne et la France, qui se partagèrent entre eux les anciens territoires ottomans et allemands en Afrique, sans donner à l’Italie ce qu'ils avaient promis dans cette région.
En Italie, le mécontentement était immense : l’irrédentisme (voir : irredentismo) réclama Fiume et la Dalmatie comme des terres italiennes, mais la déception se répandit dans toute la société italienne, qui estimait que le pays avait pris part à une guerre dénuée de sens sans obtenir aucun avantage sérieux.
Cette idée d'une « victoire mutilée » (vittoria mutilata) était la raison qui conduisit à l’Impresa di Fiume. Le 12 septembre 1919, le poète nationaliste Gabriele D'Annunzio conduisit près de 2 600 soldats de l'Armée royale italienne (les Granatieri di Sardegna), nationalistes et irrédentistes, dans la prise de la ville, forçant le retrait des forces d'occupation interalliées (Américains, britanniques et français).
Cet événement (et la personnalité et les choix politiques de D'Annunzio) est généralement considéré comme l'expression d'un malaise profond qui perturbait l'Italie après la guerre, et qui finalement conduisit à la montée du fascisme italien.

### Chine
La république de Chine était l'un des Alliés ; pendant la guerre, elle avait envoyé des milliers de travailleurs en France. Lors de la conférence de paix de Paris en 1919, la délégation chinoise appela à la fin des institutions impérialistes occidentales en Chine, mais elle fut déboutée. La Chine demanda au moins le rétablissement formel de son territoire de la baie de Jiaozhou, sous contrôle colonial allemand depuis 1898. Mais les Alliés occidentaux rejetèrent la demande de la Chine, et octroya au Japon l'ensemble des territoires et des droits en Chine que l'Allemagne possédait avant guerre. Par la suite, la Chine ne signa pas le traité de Versailles, et signa un traité de paix séparée avec l'Allemagne en 1921.
L’importante adhésion des Alliés occidentaux aux ambitions territoriales du Japon au détriment de la Chine conduisit au mouvement du 4 mai en Chine, un mouvement social et politique qui eut une influence profonde sur l'histoire chinoise par la suite. Le mouvement du 4-Mai est souvent cité comme la naissance du nationalisme chinois, et à la fois le Kuomintang et le parti communiste chinois considèrent ce mouvement comme une période importante de leur histoire.

### Japon
Du fait du traité que le Japon avait signé avec la Grande-Bretagne en 1902, le Japon avait été l'un des Alliés pendant la guerre. Avec l'aide des Britanniques, les forces japonaises avait attaqué les territoires allemands dans la province du Shandong en Chine, y compris la base de charbonnage d’Asie de l'Est de la marine impériale allemande. Les forces allemandes avaient été défaites et se rendirent au Japon en novembre 1914. La marine japonaise réussit également à s'emparer de plusieurs des îles sous domination allemandes dans le Pacifique occidental : les îles Mariannes, Carolines et Marshall.
Lors de la conférence de paix de Paris en 1919, le Japon reçut tous les droits d’avant guerre de l'Allemagne dans la province de Shandong en Chine (bien que la Chine eût été aussi un des Alliés pendant la guerre) : la possession pure et simple du territoire de la baie de Jiaozhou, et des droits commerciaux favorables dans le reste de la province, ainsi qu'un mandat sur l'île allemande du Pacifique que la marine japonaise avait conquise. En outre, le Japon obtint un siège permanent au conseil de la Société des Nations. Néanmoins, les puissances occidentales refusèrent la demande du Japon pour l'inclusion d'une clause d’ « égalité raciale » dans le traité de Versailles.

### Hongrie
Le régime nationaliste et libéral établi en 1918 s'effondre rapidement, incapable d’empêcher la Tchécoslovaquie et la Roumanie d'annexer une parte de son territoire. Cela permit à un gouvernement composé de communistes et de sociaux-démocrates de prendre le pouvoir pacifiquement. Celui-ci mit en œuvre des réformes intérieures et procéda à des nationalisations. Le régime tomba trois mois plus tard, face à la pression militaire tchécoslovaque et roumaine, ce qui ouvrit la voie à la dictature d’extrême droite de l’amiral Miklós Horthy.

## Gains et pertes territoriaux

### Nations qui ont gagné des territoires après la Première Guerre mondiale
- Yougoslavie (comme état successeur du royaume de Serbie)
- Roumanie
- Autriche (Burgenland)
- Grèce
- France
- Italie
- Danemark
- Belgique
- Tchécoslovaquie
- Pologne
- Estonie
- Lettonie
- Lituanie
- Royaume-Uni - mandats de la Société des Nations
- Japon
- Portugal

### Nations qui ont perdu des territoires après la Première Guerre mondiale
- Allemagne - forcée de renoncer à ses territoires après le traité de Versailles
- Chine - La baie de Jiaozhou et la plus grande partie du Shandong (en Chine du Nord) cédé de force à l'empire japonais
- RSFS de Russie - (comme successeur de l'Empire russe)
- Allemagne de Weimar - (comme successeur de l'Empire allemand)
- Autriche - (comme successeur de la Cisleithanie et de l'Empire austro-hongrois)
- Hongrie - (comme successeur de la Transleithanie et de l'empire austro-hongrois)
- Turquie - (comme successeur de l'Empire ottoman)
- Bulgarie
- Royaume-Uni – la plus grande partie de l’île d'Irlande du fait de la création de l'État libre d'Irlande ; l'Égypte en 1922

### Conflits d'après-guerre
- Intervention alliée pendant la guerre civile russe (1918-1922)
  - Intervention en Russie septentrionale (1918-1920)
  - Intervention en Sibérie (1918-1922)
  - Guerre d'indépendance de l'Estonie (1918-1920)
  - Guerre d'indépendance de la Lettonie (1918-1920)
  - Guerres d'indépendance lituaniennes (1918-1920)
  - Guerre soviéto-polonaise (1919-1922)
- Guerre hongro-roumaine (1919)
- Guerre d'indépendance turque (1919-1923)
  - Campagne de Cilicie (1918-1921)
  - Guerre gréco-turque (1919-1922)
  - Guerre arméno-turque (1920)
  - Guerre civile turque (1920)

## Traumatisme social
Il est communément admis que les expériences de la guerre à l'ouest entrainent une sorte de traumatisme collectif national chez tous les pays participants. L'optimisme de l'Exposition universelle de 1900 a disparu complètement et ceux qui avaient combattu devinrent ce qui est connu comme la « génération perdue » parce qu'ils ne récupérèrent jamais totalement de leurs souffrances. Les années suivant la guerre, une grande partie de l'Europe était, en privé et publiquement, en deuil ; des monuments furent érigés dans des milliers de villes et de villages.
Tant d'hommes britanniques en âge de se marier étaient morts ou étaient blessés que les élèves d’une école de filles furent averties que seulement 10 % d’entre elles se marieraient.:20,245 Le recensement de 1921 au Royaume-Uni enregistra 19 803 022 femmes et 18 082 220 hommes en Angleterre et au Pays de Galles, une différence de 1,72 million que les journaux appelèrent le « surplus de deux millions ».:22–23 Dans le recensement de 1921, il y avait 1 209 femmes célibataires de 25  à   29 ans pour 1 000 hommes. En 1931, 50 % étaient encore célibataires, et 35 % d'entre elles ne se marièrent pas pendant qu’elles étaient encore capables d'avoir des enfants
D'autre part, certaines personnes affirment qu’il n’est pas du tout évident que toute la société fut traumatisée, ni que les pertes humaines furent fortement pleurées. Ce fut, plus tard dans les années 1930, le point de vue à l’Ouest, car alors la Grande Dépression et la montée du nazisme firent que les sacrifices de la Première Guerre mondiale semblaient n’avoir eu aucun sens. Ce n'était pas évident dans les années 1920. Ni l'Allemagne d’Hitler, ni l'Union soviétique n’affichèrent d’indice que la Première Guerre mondiale était en fait un traumatisme. Pour l’Allemagne, l'Union soviétique et tous les nouveaux États, la Première Guerre mondiale marqua la création de l’ancien ordre politique et, à ce titre, eut peu d’effet sur les élites politiques de ces pays. Le véritable traumatisme pour la classe politique britannique était la possibilité d'une guerre.
Dès 1923, Stanley Baldwin avait reconnu une nouvelle réalité stratégique à laquelle la Grande-Bretagne faisait face dans un discours sur le désarmement. Les gaz toxiques et le bombardement aérien de civils faisaient partie des nouveaux développements de la Première Guerre mondiale. La population civile britannique n'avait eu, depuis des siècles, aucune raison sérieuse de craindre une invasion. Ainsi, la nouvelle menace des gaz toxiques, lancés depuis des bombardiers ennemis, excita la vision grandement exagérée de morts de civils qui se produiraient au déclenchement d'une guerre future. Baldwin exprima dans sa déclaration l’idée que « le bombardier passera toujours au travers ». La politique traditionnelle britannique de l'équilibre des pouvoirs en Europe ne protégeait plus la population britannique sur son territoire. De cette peur vint la politique d’apaisement. Il est à noter que ni Baldwin ni Neville Chamberlain n’avaient combattu dans la guerre, mais les anti-apaisements Anthony Eden, Harold Macmillan et Winston Churchill eux avait combattu.
Un rappel macabre des sacrifices de cette génération, c'est le fait que ce fut l'une des premières fois dans un conflit que plus d'hommes étaient morts dans la bataille que de maladies, qui avait été la principale cause de décès dans la plupart des guerres précédentes. La guerre russo-japonaise avait été le premier conflit où les morts au combat étaient plus nombreux que les décès par maladies, mais elle s’était déroulée sur une échelle beaucoup plus réduite, n’opposant que deux nations.
Ce traumatisme social se manifesta de différentes façons. Certaines personnes étaient révoltées par le nationalisme et ce qu'il avait causé, en conséquence, ils commencèrent à travailler pour un monde plus internationaliste via des organisations telles que la Société des Nations. Le pacifisme devint de plus en plus populaire. D'autres eurent la réaction inverse, pensant que la seule force militaire pourrait les protéger d’un monde chaotique et inhumain qui ne respectait pas les notions de base de la civilisation. Certes, un sentiment de désillusion et le cynisme devint de plus en plus apparent. Le nihilisme gagna en popularité. Beaucoup de gens croyaient que la guerre marquait la fin du monde tel qu’ils l'avaient connu, y compris l'effondrement du capitalisme et de l’impérialisme. Les mouvements communistes et socialistes du monde entier rappelèrent la force de cette théorie, bénéficiant d'un niveau de popularité qu'ils n'avaient jamais connu auparavant. Ces sentiments furent particulièrement prononcés dans les zones directement ou durement touchées par la guerre, comme l'Europe centrale, la Russie et la France.
Des artistes comme Otto Dix, George Grosz, Ernst Barlach, et Käthe Kollwitz représentaient leurs expériences, ou ceux de la société, dans les peintures et sculptures émoussées. De même, des auteurs comme Erich Maria Remarque écrivirent des romans sombres relatant leurs expériences. Ces travaux ont eu un fort impact sur la société, ce qui provoqua beaucoup de controverses et souligna les interprétations contradictoires de la guerre. En Allemagne, les nationalistes, dont les Nazis, pensaient que beaucoup de ces œuvres était dégénérées et minaient la cohésion de la société tout en déshonorant les morts.

## Vestiges de munitions

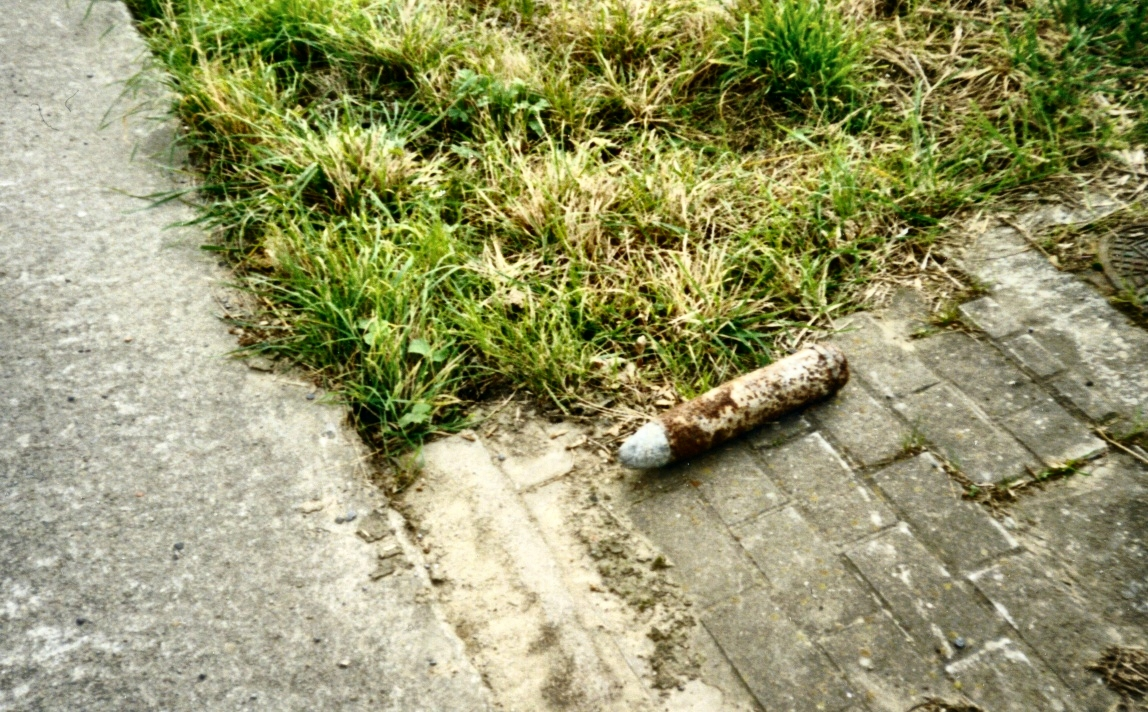
Une munition de la Première Guerre mondiale laissée au bord d'un champ pour l'élimination par l'armée en 2004, près d'Ypres en Belgique

Dans toutes les zones où se trouvaient des tranchées et des lignes de combat, comme la région Champagne en France, des quantités de munitions non explosées sont restés, dont une partie reste dangereuse, et continue de causer des blessures et des décès occasionnels au XXIe siècle. Certaines sont trouvées par des agriculteurs labourant leurs champs. Une partie de ces munitions contiennent des produits chimiques toxiques, tels que le gaz moutarde. Le nettoyage des principaux champs de bataille est une tâche continue avec aucune fin en vue pour les décennies à venir. Des équipes de déminage désamorcent ou détruisent des centaines de tonnes de munitions non explosées chaque année en Belgique, en France et en Allemagne.

## Commémoration

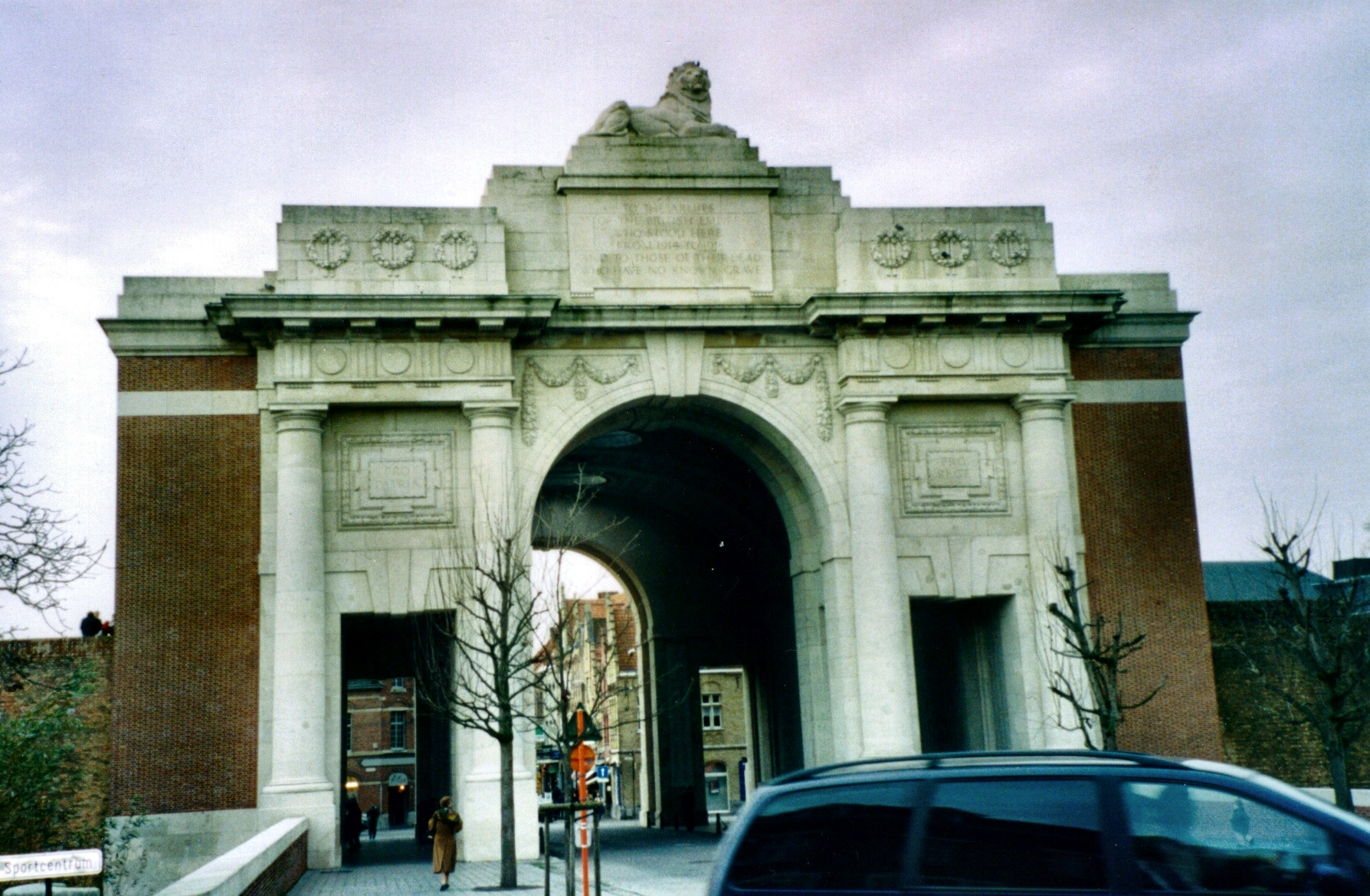
Le mémorial de la Porte de Menin, à Ypres, en Belgique

### Mémoriaux de guerre
Beaucoup de villes dans les pays participants à la guerre ont érigé des mémoriaux de guerre dédiés à ceux y perdirent la vie. Par exemple :
- Mémorial australien de la guerre, à Canberra, en Australie
- Liberty Memorial, Kansas City, dans le Missouri, aux États-Unis
- Mémorial de guerre du district de Columbia, à Washington, DC, aux États-Unis
- Mémorial terre-neuvien de Beaumont-Hamel
- Le Cenotaph, à Londres, au Royaume-Uni
- Mémorial de la Porte de Menin, à Ypres, en Belgique
- Mémorial de Thiepval
- Mémorial de Tyne Cot à Passchendaele
- Mémorial de Verdun
- Mémorial de Vimy, à Vimy, en France
- Mémorial de Gallipoli, en Turquie
- Sanctuaire du Souvenir, à Melbourne, en Australie
- rish National War Memorial Gardens, à Dublin, en Irlande
- Parc de la paix de l'île d'Irlande, à Messines, en Belgique
- Monument commémoratif de guerre du Canada, à Ottawa, au Canada
- Mémorial de guerre national (Terre Neuve), Saint-Jean de Terre-Neuve, Terre-Neuve-et-Labrador, au Canada
- Kriegerdenkmal auf dem Neroberg[31], à Wiesbaden, dans la Hesse, en Allemagne

### Tombes de soldats inconnus

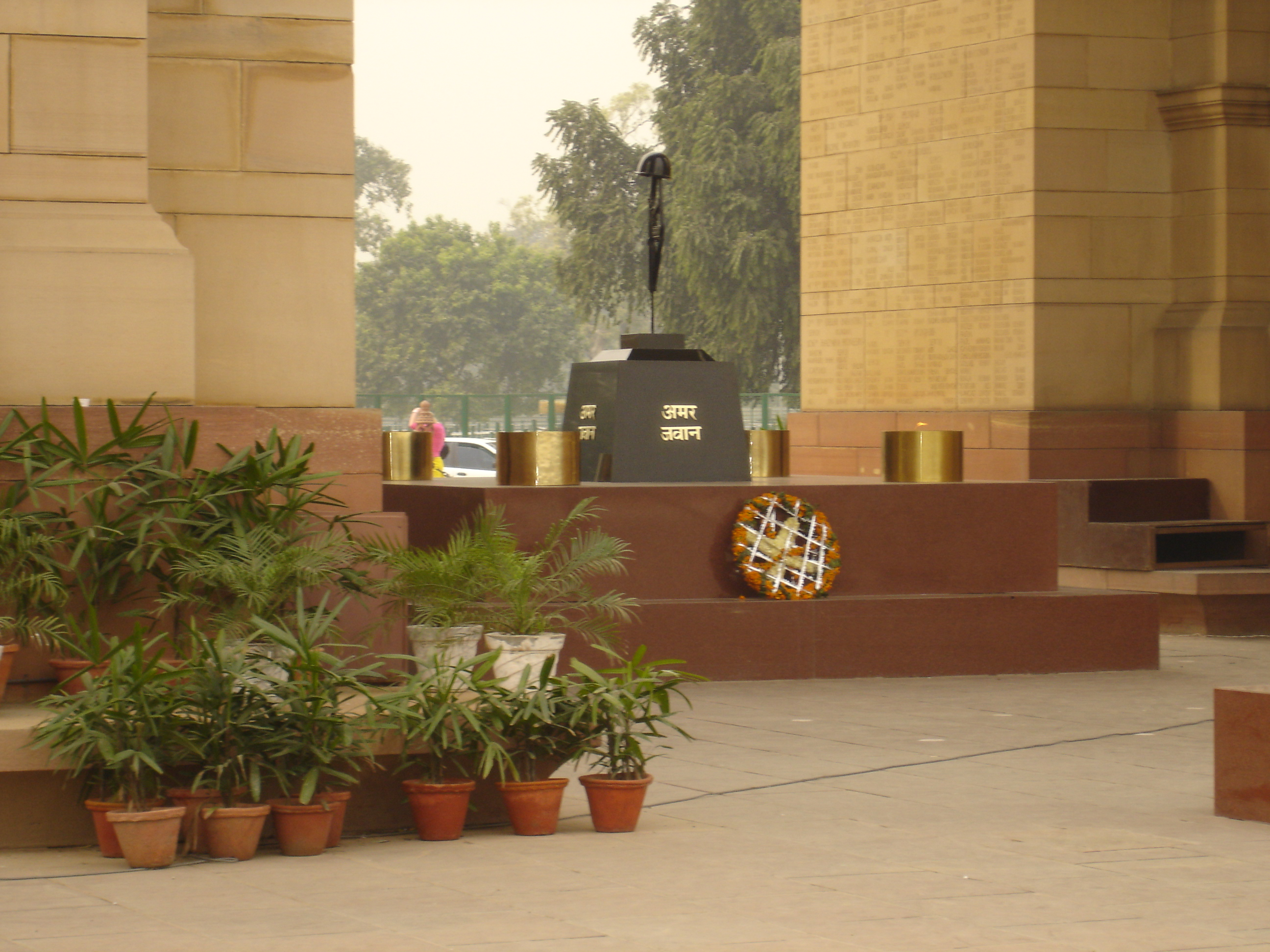
L'Amar Jawan Jyoti (la flamme du guerrier immortel) à Delhi, en Inde

- Monument au Héros inconnu du mont Avala, à Belgrade, en Serbie
- Amar Jawan Jyoti, New Delhi, en Inde
- Tombe du Soldat inconnu, à Ottawa, au Canada
- Arc de triomphe, à Paris, en France
- La tombe du Soldat inconnu à Westminster Abbey, Londres, au Royaume-Uni
- Tombe des Inconnus, au cimetière national d'Arlington, en Virginie, États-Unis
- Tomba del milite ignoto, à Rome, en Italie
- Tombe néo-zélandaise du Soldat inconnu, à Wellington, en Nouvelle-Zélande
- Tombe du Soldat inconnu, sur la place Syntagma, Athènes, Grèce
- Tombe du Soldat inconnu, à Bucarest, en Roumanie

## Documentaires de télévision
Le premier documentaire de télévision majeur sur l'histoire de la guerre, intitulé The Great War (La Grande Guerre), fut diffusé en 1964 sur la BBC et réalisé en association avec la Société Radio-Canada, l'Australian Broadcasting Corporation et l'Imperial War Museum. La série se compose de 26 épisodes de quarante minutes se basant fortement sur des images d'archives rassemblées à travers le monde et sur des interviews de témoins oculaires. Bien que certaines des conclusions du programme fussent contestés par les historiens, il est toujours convaincant et émouvant.
D’autres documentaires de télévision sur le conflit inclut World War One (Première Guerre mondiale) de 1964 de CBS; The First World War (La Première Guerre mondiale) de 2004, basé sur les travaux de Hew Strachan, et « The Great War and the Shaping of the 20th Century » (La Grande Guerre et le façonnage du 20e siècle) datant de 1996, diffusé sur PBS.